# Jonna Ekdahl
Jonna Ekdahl, född 6 juni 1970, är en svensk skådespelare.

## Filmografi
- 1997 – Vulkanmannen
- 1999 – Noll tolerans
- 2001 – En sång för Martin
- 2002 – Kalle och bollhavet
- 2005 – Drömmar
- 2007 – Kid Svensk
- 2011 – Irene Huss – Den som vakar i mörkret
- 2013 – Rekonstruktion
- 2014 – Hallonbåtsflyktingen